# ساير (سويسرا)
ساير (بالفرنسية: Sierre)‏ هي بلدية تقع في كانتون فاليز في سويسرا. يقدر عدد سكانها بـ 15,350 نسمة .

## المدن التوأمة
مدن أوبيناس، تشيزيناتيكو، دلفزايل، شفارتسينبك وزيلزاته هي مدن توأمة لـساير (سويسرا).

## أعلام
- ستيفان غريتشنغ
- يان مارتي
- ميتشيل مورغانيلا
- الكسندر موس
- إس. كورينا بيل
- دانيال فولونير
- ادمون بايل